# دوريل برايس
دوريل برايس (بالإنجليزية: Durell Price)‏ هو لاعب كرة قدم أمريكية أمريكي، ولد في 25 مارس 1978 في باسادينا في الولايات المتحدة.